# Champ-sur-Layon
Champ-sur-Layon korábbi község Franciaország Loire mente régiójában, Maine-et-Loire megyében. 2016. január 1-jén négy másik korábbi községgel egyesült és Bellevigne-en-Layon új község része lett.
Lakosainak száma 952 fő (2018. január 1.). Champ-sur-Layon Chanzeaux, Faye-d’Anjou, Valanjou és Rablay-sur-Layon községekkel határos.

## Népesség
A település népességének változása:
| Lakosok száma | 901  | 860  | 745  | 785  | 803  | 965  | 979  | 970  | 950  | 952  |
|               | 1962 | 1968 | 1982 | 1990 | 1999 | 2008 | 2011 | 2013 | 2017 | 2018 |